# Metropolitan Opera House

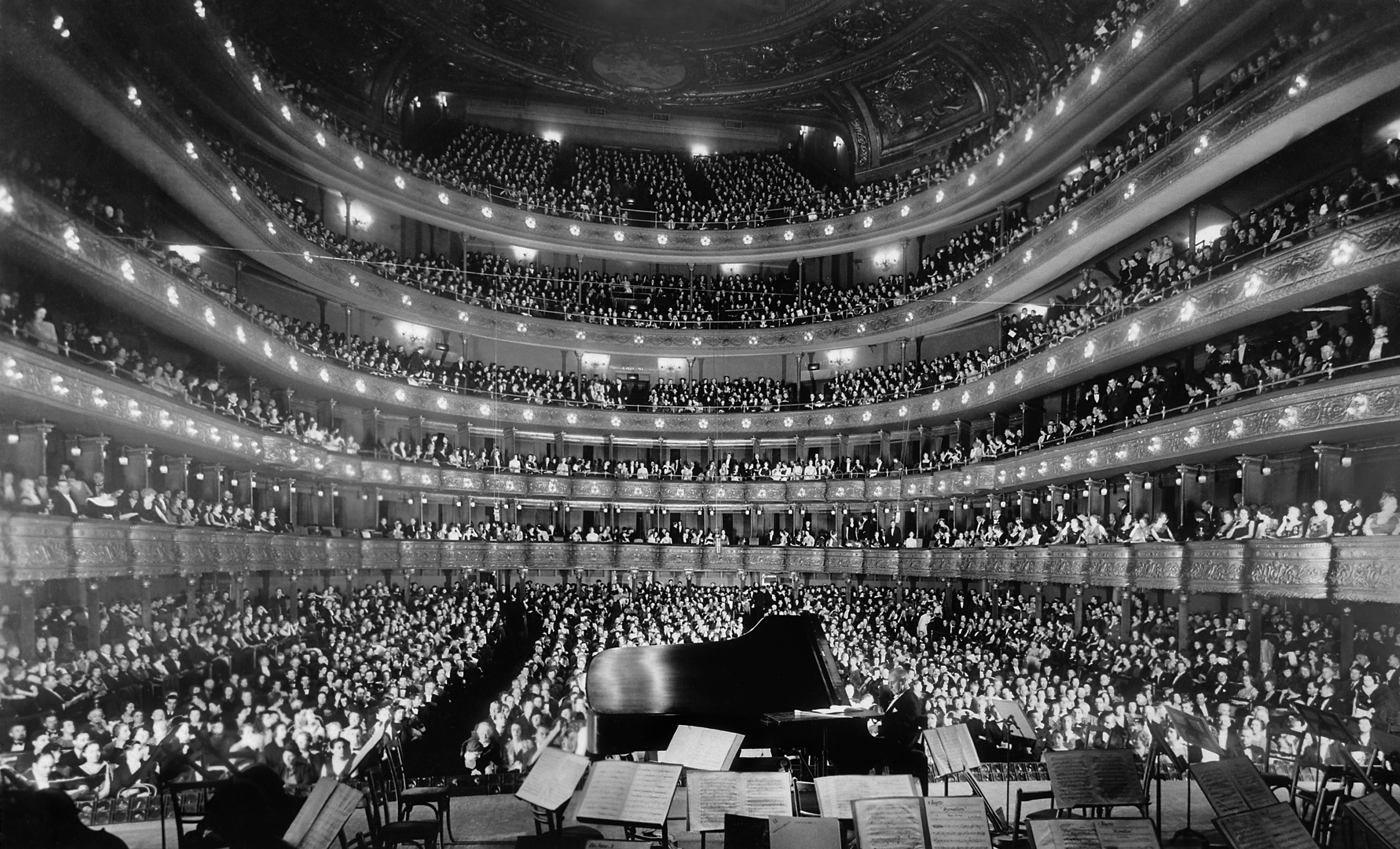
Metropolitan Opera, 1937.

Metropolitan Opera House, populärt kallat Met, är ett av de främsta operahusen i världen. Teatern ligger vid Lincoln Square på Manhattan i New York och är en av de tolv organisationerna som tillsammans utgör Lincoln Center for the Performing Arts. Met som institution grundades i april 1880 och teatern, Old Met, öppnade den 22 oktober 1883 med ett framförande av Gounods opera Faust och svenska Kristina Nilsson i en av rollerna. Nuvarande hus vid Lincoln Center, med målningar av Marc Chagall, har varit i bruk sedan 1966 och tar 3 765 åskådare.
Operan är hemmascen för The American Ballet Theatre.

## Kända sångare vid Metropolitan

### Amerikanska
- 1909–1912 Alma Gluck
- 1900–1912, 1927–1929 Louise Homer
- 1918–1930 Amelita Galli-Curci
- 1956–1958 Maria Callas

### Tyska
- 1912–1919 Frieda Hempel

### Norska
- 1911–1914 Inga Ørner
- 1935–1940 Kirsten Flagstad

### Svenska
Svenske Jussi Björling är en av de artister, som sjöng längst på Metropolitan, men alla stora stjärnor under samtliga epoker har sjungit i huset, inklusive svenska storheter som Birgit Nilsson, Nicolai Gedda, Elisabeth Söderström, Berit Lindholm, Catarina Ligendza, MariAnne Häggander, Laila Andersson-Palme, Anne Sofie von Otter, Nina Stemme, Katarina Dalayman, Miah Persson, Susanne Resmark, Lars Cleveman, Iréne Theorin och Peter Mattei.
Ett så gott som komplett urval av svenska sångare vid Metropolitan-operan:
- 1883–1884 Kristina Nilsson
- 1887-1903 Johannes Elmblad
- 1893-1894 Sigrid Arnoldson
- 1904 Jenny Norelli
- 1904-1914 Olive Fremstad (Olivia Rundquist)
- 1909-1910 John Forsell
- 1916-1928 Marie Sundelius
- 1917–1932 Julia Claussen
- 1924 Martin Öhman
- 1924–1951 Karin Branzell

- 1925–1927 Nanny Larsén-Todsen
- 1932-1935 Göta Ljungberg
- 1935–1938 Gertrud Pålson-Wettergren
- 1936–1950 Kerstin Thorborg
- 1938–1959 Jussi Björling
- 1945–1948 Torsten Ralf
- 1946–1949 Joel Berglund
- 1946–1956 Set Svanholm
- 1947 Hjördis Schymberg
- 1950–1951 Sven Nilsson
- 1952–1953 Sigurd Björling
- 1957–1983 Nicolai Gedda
- 1959–1999 Elisabeth Söderström
- 1959–1983 Birgit Nilsson
- 1960-1963 Kerstin Meyer
- 1967-1977 Barbro Ericson
- 1970-1974 Helge Brilioth
- 1971 Catarina Ligendza
- 1973-1979 Ingvar Wixell
- 1974–1975 Bengt Rundgren
- 1975 Berit Lindholm
- 1978-2005 Håkan Hagegård
- 1981 Laila Andersson-Palme
- 1981 Birgit Finnilä

- 1983-1998 Gösta Winbergh
- 1985-1990 MariAnne Häggander
- 1988-2000 Birgitta Svendén
- 1988-2017 Anne Sofie von Otter
- 1990-1995 Lars Magnusson
- 1996 Charlotte Hellekant
- 1999-2005 Katarina Karnéus
- 1999-2017 Katarina Dalayman
- 2000-2016 Nina Stemme
- 2001 Mathias Zachariassen
- 2002-2004 Camilla Tilling
- 2002-2025 Peter Mattei
- 2006-2007 Erika Sunnegårdh
- 2009-2013 Iréne Theorin
- 2009-2014 Miah Persson
- 2011-2014 Susanne Resmark
- 2011-2016 Malin Byström
- 2013 Lars Cleveman
- 2015-2018 Katarina Leoson
- 2025- Christina Nilsson